# Караван мужності: Пригоди евоків
Пригоди евоків (англ. An Ewok Adventure) — американський телефільм 1984 року, події якого відбуваються у світі, створеному серіалом «Зоряні війни». Фільм вийшов у кінотеатрах Європи під назвою «Караван мужності: Пригоди Евоків» (англ. Caravan of Courage: An Ewok Adventure) і відомий зараз під цією назвою. Фільм розповідає про пригоди брата і сестри, що загубилися на одному із місяці Ендора та шукають своїх батьків, яких захопив монстр на ім'я Горакс. Події фільму відбуваються між п'ятим та шостим епізодами «Зоряних війн», та, приблизно, за півроку до подій у продовженні фільму «Евоки: Битва за Ендор».

## Сюжет
Історія  почалася давним-давно у зачарованому Лісі в селі Муновенго, коли корабель родини Товані (Катаріна, Джереміт, Майс та Сіндел) розбився на одному з місяців Ендора.
Катаріна та Джереміт зникають, а їхніх дітей випадково знаходить Евок Дідж. Дідж  забирає обох дітей у дім Евоків, де Сіндел та молодший син Діджа — Вікет — стають друзями. Згодом діти дізнаються, що їхніх батьків захопив велетень Горакс. Евоки збирають караван, щоб допомогти дітям знайти батьків. Велика кількість пригод очікує на Караван Мужності.

## Творці фільму

### Режисер
- Джон Корті / John Korty

### Сценарій
- Джордж Лукас / George Lucas .. сюжет
- Боб Каррау / Bob Carrau

### Продюсери
- Джордж Лукас / George Lucas .. виконавчий продюсер
- Томас Дж.Сміт / Thomas G. Smith .. продюсер

### Актори та персонажі
- Ерік Вокер / Eric Walker .. Мейс
- Ворвік Девіс / Warwick Davis .. Вікет
- Фіоннула Фленаґан / Fionnula Flanagan .. Катаріна
- Ґай Бойд / Guy Boyd .. Джереміт
- Обрі Міллер /Aubree Miller .. Сіндел
- Деніел Фрішман / Daniel Frishman .. Дідж

### Композитор
- Пітер Бернштейн[en]

### Оператор
- Джон Корті / John Korty

## Цікаві факти
- Переклад фільму українською виконано студією «Стар-Майстер» на замовлення телеканалу КІНО